# Asellus (gènere)
Asellus és un gènere de crustacis isòpodes pertanyent a la família dels asèl·lids.

## Alimentació
Es nodreixen de detritus, Bacillariophyceae, algues i matèria orgànica en descomposició.

## Depredadors
Segons estudis publicats als Estats Units, Escòcia i Finlàndia, és depredat per Phagocata, Isoperia, Isogenus, Sialis, Nigronia, Semotilus, Rhinichthys, Gammarus, salmònids, pèrcids, Macrocyclops, Acanthocyclops, Demicryptochironomus, Helobdella, Erpobdella, Molanna, Oecetis, Cyrnus, Turbellaria, Perca fluviatilis, Gymnocephalus cernus, Polycentropus, Ablabesmyia, el corègon blanc (Coregonus albula), Coregonus lavaretus i el morell de plomall (Aythya fuligula).

## Distribució geogràfica
Es troba als Estats Units (Alaska) i Euràsia (Bèlgica, els Països Baixos, Polònia, França, la península Ibèrica -la conca del riu Genil-, Itàlia, el territori de l'antiga Iugoslàvia -incloent-hi Eslovènia i Macedònia del Nord-, Grècia -incloent-hi Creta-, Rússia -incloent-hi el llac Baikal i Sibèria-, la Transcaucàsia, el Japó i el mar d'Okhotsk).

## Taxonomia
- Asellus alaskensis (Bowman i Holmquist, 1975)
- Asellus amamiensis (Matsumoto, 1961)
- Asellus aquaticus (Linnaeus, 1758)
- Asellus balcanicus (Karaman, 1952)
- Asellus birsteini (Levanidov, 1976)
- Asellus dybowskii (Semenkevich, 1924)
- Asellus epimeralis (Birstein, 1947)
- Asellus ezoensis (Matsumoto, 1962)
- Asellus hilgendorfii (Bovallius, 1886)
- Asellus hyugaensis (Matsumoto, 1960)
- Asellus kumaensis (Matsumoto, 1960)
- Asellus latifrons (Birstein, 1947)
- Asellus levanidovorum (Henry & Magniez, 1995)
- Asellus monticola (Birstein, 1932)
  - Asellus monticola fontinalis (Birstein, 1936)
- Asellus musashiensis (Matsumoto, 1961)
- Asellus primoryensis (Henry & Magniez, 1993)
- Asellus shikokuensis (Matsumoto, 1960)
- Asellus tamaensis (Matsumoto, 1960)[11][13][14][15][16][17][18]